# Paula Montalt
Santa Paula Montalt de São José de Calasanz (nascida Paula Montal Fornés; Arenys de Mar, 11 de outubro de 1799 – Olesa de Montserrat, 26 de fevereiro de 1889) foi uma freira e santa católica.    
Paula Montalt nasceu em uma simples família de artesãos muito cristã. Passou a infância a e mocidade na cidade nativa, Arenys de Mar, trabalhando desde bem cedo, devido a morte de seu pai. Ela sempre colaborou ativamente no catequese  pastoral da paróquia com outras meninas e jovens. Em 1829, com 30 anos, fundou a Congregação de Filhas de Maria Religiosas das Escolas Pías, abrindo em Figueres uma escola só para meninas (atualmente, sua escola está aberta para meninos e meninas). Depois dessa, seguiram-se outras sete fundações pessoais. Ela morreu em Olesa de Montserrat, no dia 26 de fevereiro de 1889. Na sua morte, havia 308 freiras e 38 noviças pertenciam à sua ordem, educando 3 464 estudantes nas 19 escolas espalhadas por quase toda a Espanha. em 18 de abril de 1993 foi beatificada pelo Papa João Paulo II em Roma. Depois, em 25 de novembro de 2001, foi canonizada pelo mesmo papa em Roma.  

## No Mundo
Atualmente há vários colégios espalhados pelos seguintes países: Estados Unidos, México, Cuba, República Dominicana, Porto Rico, Brasil, Bolívia, Argentina, Chile, Espanha, Polônia, Itália, Senegal, Guiné-Bissau, Guiné Equatorial, Índia, Japão e Filipinas.
No Brasil há nove colégios nos seguintes lugares: cinco colégios no estado de Minas Gerais, um colégio no estado de São Paulo, um colégio no estado de Sergipe, dois no estado de Tocantins e um no estado do Rio Grande do Sul.